# Thecla eryssus
Thecla eryssus är en fjärilsart som beskrevs av Herbst 1800. Thecla eryssus ingår i släktet Thecla och familjen juvelvingar. Inga underarter finns listade i Catalogue of Life.